# Sakara
La musique sakara est une forme de musique populaire du Nigeria basée sur les traditions de la musique yoruba. Il s'agit principalement de chants de louange qui n'utilisent que des instruments traditionnels yoruba, tels que le violon et le goje (en) au son solennel et le petit tambour rond de sakara, qui ressemble à un tambourin qui se frappe à l'aide d'un bâton. La musique sakara recouvre les voix nasalisées et mélismatiques de l'Afrique de l'Est et de l'arabe sur les instruments de percussion traditionnels. La musique est souvent sombre et philosophique.
L'un des premiers artistes de ce type de musique à Lagos était Abibu Oluwa, qui a commencé à jouer dans les années 1930. À sa mort en 1964, sa place dans le groupe a été prise par Salami Alabi (Lefty) Balogun (octobre 1913 - 29 décembre 1981), un batteur parlant, qui a publié plus de 35 disques. Les autres membres du groupe comprenaient Baba Mukaila et Joseph (Yussuf) Olatunju. Yusuf Olatunji (en) (alias ), décédé en 1978, a beaucoup fait pour populariser le genre musical et a sorti de nombreux disques sur le label Phillips Nigeria. Une rue d'Abeokuta porte son nom.
La musique sakara a eu une influence considérable sur d'autres genres, dont le jùjú et le hip-hop nigérian. La musique fuji est un mélange de musique traditionnelle musulmane were avec des éléments tirés de la musique sakara et apala.